# Savoy Brown

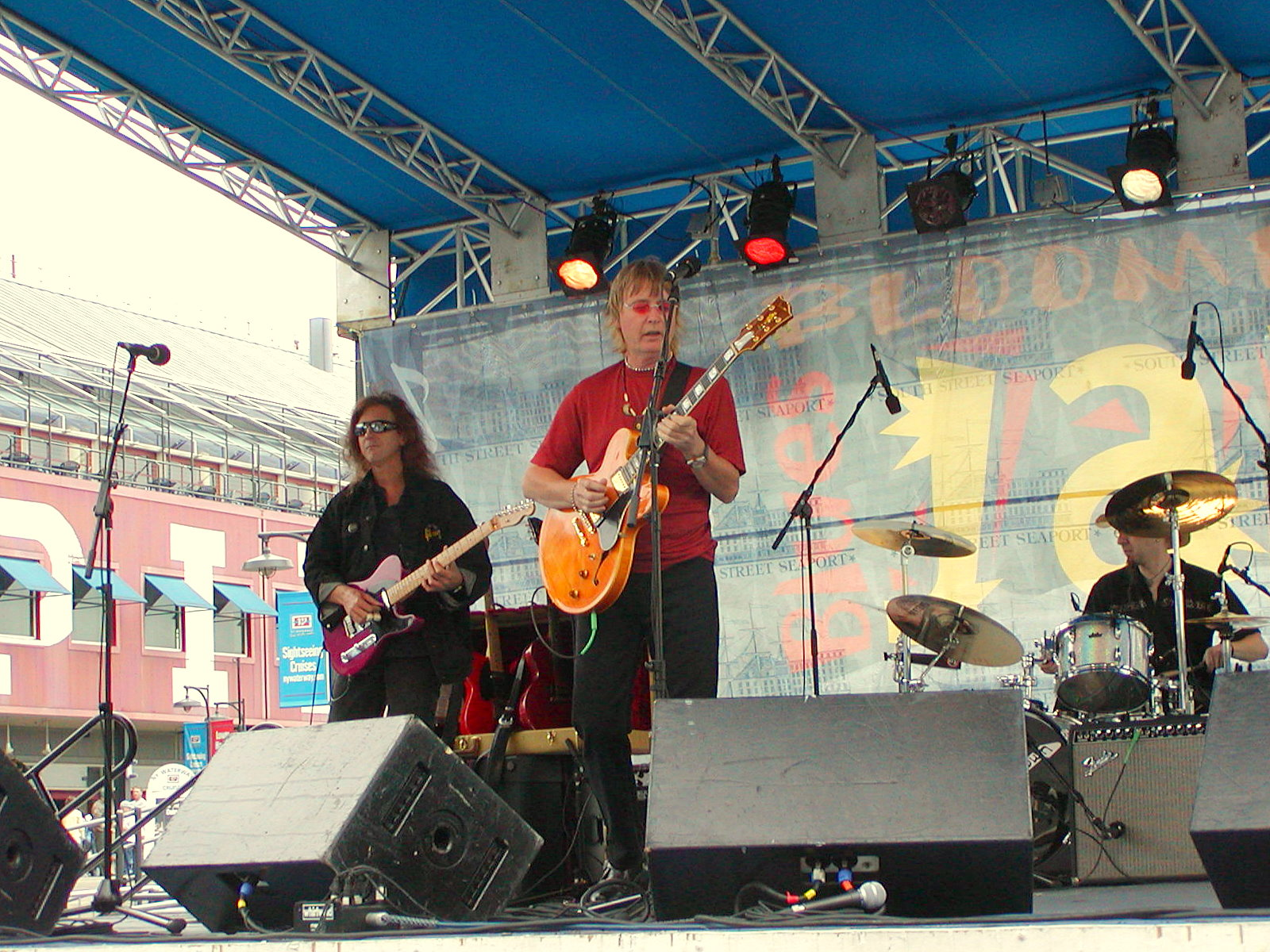
Savoy Brown, 2002

Savoy Brown war eine 1965 gegründete britische Bluesrockband. Die Besetzung wechselte ständig, nur der Bandgründer und Frontmann Kim Simmonds war bis zu seinem Tod im Jahr 2022 immer dabei.

## Bandgeschichte
1965 wurde die Band von Kim Simmonds unter dem Namen Savoy Brown Blues Band gegründet. Sie machten bald erste Demoaufnahmen. Im Sommer des gleichen Jahres traten sie mit Cream zusammen auf. 1967 erschien das erste Album Shake Down. Savoy Brown begleitete John Lee Hooker auf dessen Englandtour.
1968 tourte die Band erfolgreich in den USA. Savoy Brown war in Amerika immer populärer als im heimischen England. 1970 ging die Band bereits zum fünften Mal auf US-Tour, und es sollten noch etliche weitere folgen.
1972 spaltete sich die Band Foghat von Savoy Brown ab. 1974 produzierte Savoy Brown das Album Boogie Brothers mit drei herausragenden Gitarristen: Stan Webb, Miller Anderson und natürlich Kim Simmonds.
Savoy Brown war auch nach der Jahrtausendwende bis zum Tod des Bandleaders im Jahr 2022 immer noch aktiv.

## Diskografie

### Singles
- I Tried / I Can’t Quit You Baby (1966)
- Cold Blooded Woman / True Story (1966)
- Taste and Try, Before You Buy / Someday People (1967)
- Vicksburg Blues / Walking by Myself (1968)
- Train to Nowhere / Tolling Bells (1968)
- I’m Tired / Stay with Me Baby (1969)
- A Hard Way to Go / Waiting in the Bamboo Groove (UK-Single) •
The Incredible Gnome Meets Jaxman (US-Single) (1970)
- Poor Girl / Master Hare (1970)
- Tell Mama / Let It Rock (1971)
- Lost and Lonely Child / If I Could See an End (1972)
- So Tired / The Saddest Feeling (1973)
- Coming Down Your Way / I Can’t Find You (1973)
- Shot in the Head / Denim Demon (1973)
- Ride On Baby / Everybody Loves a Drinking Man (US)
- Everybody Loves a Drinking Man / Boogie Brothers (UK, D)
- Walkin’ and Talkin’ / Stranger Blues (1976)
- Lay Back in the Arms of Someone / Don’t Tell Me I Told You (1981)
- Run to Me / Georgie (1981)

(ohne Promo-Singles und EPs)

### Studioalben
- Shake Down (1967) – als Savoy Brown Blues Band
- Getting to the Point (1968)
- Blue Matter (1969)
- A Step Further (1969)
- Raw Sienna (1970)
- Looking In (1970)
- Street Corner Talking (1971)
- Hellbound Train (1972)
- Lion’s Share (1972)
- Jack the Toad (1973)
- Boogie Brothers (1974)
- Wire Fire (1975) – als Savoy Brown featuring Kim Simmonds (auf dem Cover der LP)
- Skin ’n’ Bone (1976)
- Savage Return (1978)
- Rock and Roll Warriors (1981)
- Slow Train (1986)
- Make Me Sweat (1988)
- Kings of Boogie (1989)
- Let It Ride (1992)
- Bring It Home (1994)
- Blue Wave (1997)
- The Blues Keep Me Holding On (1999)
- Strange Dreams (2003)
- Steel (2007)
- Voodoo Moon (2011)
- Goin’ to the Delta (2014) – als Kim Simmonds & Savoy Brown
- The Devil to Pay (2015) – als Kim Simmonds & Savoy Brown
- Witchy Feelin’ (2017)
- City Night (2019)
- Ain’t Done Yet (2020)

### Konzertalben
- Greatest Hits Live (1981)
- Just Live (1981)
- Live in Central Park (1985)
- Live and Kickin’ (1990)
- Live at the Record Plant (1998)
- Jack the Toad Live ’70/’72 (2000)
- Looking from the Outside Live ’60/’70 (2000)
- You Should Have Been There! (2004)
- Train to Nowhere (Doppel-CD 2010)
- Songs from the Road (CD/DVD 2013)

### Kompilationen
- Best of (1977)
- Best of (1982)
- Best of (1987)
- Collection (1993)
- Encore Collection (1999)